# Cavern
Cavern er en dansk kortfilm fra 2013 instrueret af Zara Zenny.

## Handling
Filmen portrætterer en ung kvinde og hendes isolation fra omverdenen. Kvindens fantasi overskygger virkeligheden, og hun forestiller sig et liv på den anden side af sin låste hoveddør. Længslen efter kærlighed vokser, og til sidst giver hun efter og bliver bevidst om den virkelighed, hun er i.